# The Rite of Spring (The Bad Plus)
The Rite of Spring è il nono album in studio del gruppo musicale statunitense The Bad Plus, uscito nel 2014. È una reinterpretazione de La sagra della primavera, in inglese appunto The Rite of Spring, scritta da Igor Stravinskij ed eseguito live dal trio fin dal 2011.
La copertina è stata realizzata dallo stesso batterista, Dave King.

## Tracce
Il disco segue la struttura originale dell'opera ed è quindi diviso in due parti. La prima, Adoration of the Earth, finisce con la sesta traccia, segue The Sacrifice. 
1. Introduction – 5:06 (Igor Stravinsky)
2. The Augurs of Spring – 3:29 (Igor Stravinsky)
3. Ritual of Abduction – 1:23 (Igor Stravinsky)
4. Spring Rounds – 4:52 (Igor Stravinsky)
5. Games of the Two Rival Tribes / Procession of the Sage – 3:03 (Igor Stravinsky)
6. The Sage / Dance of the Earth – 1:48 (Igor Stravinsky)
7. Introduction – 3:59 (Igor Stravinsky)
8. Mystic Circle of the Young Girls – 3:01 (Igor Stravinsky)
9. Glorification of the Chosen One – 1:43 (Igor Stravinsky)
10. Evocation of the Ancestors / Ritual Action of the Ancestors – 5:32 (Igor Stravinsky)
11. Sacrificial Dance – 5:21 (Igor Stravinsky)

## Formazione
- Ethan Iverson - pianoforte, elettronica
- Reid Anderson - contrabbasso
- Dave King - batteria